# دایره کانگابا
دایره کانگابا (به لاتین: Kangaba Cercle) یک منطقهٔ مسکونی در مالی است که در استان کولیکورو واقع شده‌است. دایره کانگابا ۵٬۵۰۰ کیلومتر مربع مساحت و ۱۰۰٬۷۲۰ نفر جمعیت دارد.